# Rutaceae
Породица Rutaceae обухвата 160 родова и око 1600 врста, широко распрострањених у тропским, суптропским и делимично у умереним областима обе хемисфере. Представници фамилије Rutaceae, већином су зимзелено дрвеће или жбуње, ређе пузавице, а још ређе једногодишње и перенске зељасте биљке.

## Заједничке карактеристике представника породице
Једна од карактеристика представника породице је присуство многобројних ситних, кружних жлезди које луче етерична уља, услед чега биљке ове фамилије, испуштају јаке мирисе. Често су жлезде присутне у кори као и у плодовима. Цветови су прилагођени унакрсном опрашивању. Цветови су богати нектаром, због чега се већина представника ове врсте опрашује ентомогамно. Инсекте привлачи обиље нектара и полена, као и јак мирис и боја цветова.

## Морфологија
Листови су наспрамно, ређе наизменично или спирално распоређени. Перасто сложени, цели или раздељени, без залистака. Према величини листови варирају од малих, преко средњих до крупних.
Најчешће двополни цветови, без приперака, обично су ситни, белих, жутих, розе и црвенкастих латица, чине различите просте или сложене, пазушне или вршне цвасти. Перијант је обично двојан, четворочлан или петочлан. Чашични листићи су слободни или срасли и често бокаласти при дну. Могу бити, потпуно или делимично обојени. Крунични листићи су по правилу слободни, али понекад срастају и образују више или мање дубоку трубицу. Плодник се најчешће састоји из четири до пет карпела које често срастају само стубићима или жиговима, чиме се постиже централизавано опрашивање. Стубићи полазе од врха или чешће од основе оплоднох листића, а као резултат тога плодник у оба случаја има облик лоптастог тела из чијег се центра, заједно подиже неколико сраслих стубића. Прашници су обично, два пута дужи од латица и распоређени у два круга.
Плодови представника фамилије одликују се великом разноликошћу, могу бити суви и сочни.
Семе са ендоспермом или чешће без њега; ембрион, обично велики, прав или савијен.

## Родови породице Rutaceae
Породица обухвата око 160 родова, односно више од 1700 врста,
| Achuaria, Acmadenia, Acradenia, Acronychia, Adenandra, Adiscanthus, Aegle, Aeglopsis, Afraegle, Afraurantium, Agathosma, Almeidea, Amyris, Andreadoxa, Angostura, Apocaulon, Araliopsis, Asterolasia, Atalantia, Balfourodendron, Balsamocitrus, Boenninghausenia, Boronella, Boronia, Bosistoa, Bouchardatia, Bouzetia, Burkillanthus, Calodendrum, Casimiroa, Chloroxylon, Choisya, Choribena, Chorilaena, Citropsis, Citrus, Clausena, Clymenia, Cneoridium, Cneorum, | Coleonema, Comptonella, Conchocarpus, Correa, Crossosperma, Crowea, Decagonocarpus, Decatropis, Decazyx, Dendrosma, Desmotes, Dictamnus, Dictyoloma, Dinosperma, Diosma, Diplolaena, Drummondita, Dutailliopsis, Dutaillyea, Empleurum, Eriostemon, Ertela, Erythrochiton, Esenbeckia, Euchaetis, Euodia, Euxylophora, Evodia, Evodiella, Fagara, Fagaropsis, Flindersia, Galipea, Geijera, Geleznowia, Glycosmis, Haplophyllum, Harrisonia, Helietta, Hesperethusa, | Hortia, Ivodea, Kodalyodendron, Leionema, Leptothyrsa, Limnocitrus, Limonia, Lubaria, Luvunga, Maclurodendron, Macrostylis, Medicosma, Megastigma, Melicope, Merope, Merrillia, Metrodorea, Micromelum, Monanthocitrus, Muiriantha, Murraya, Naudinia, Nematolepis, Neoraputia, Neoschmidia, Nimbo, Nycticalanthus, Oricia, Orixa, Pamburus, Paramignya, Pelea, Peltostigma, Pentaceras, Phebalium, Phellodendron, Philotheca, Phyllosma, Picrella, Pilocarpus, | Pitavia, Platydesma, Pleiospermium, Plethadenia, Pseudiosma, Psilopeganum, Ptaeroxylon, Ptelea, Raputia, Raputiarana, Rauia, Raulinoa, Ravenia, Raveniopsis, Reputia, Rhadinothamnus, Ruta, Rutaneblina, Sarcomelicope, Severinia, Sheilanthera, Sigmatanthus, Skimmia, Sohnreyia, Spathelia, Spiranthera, Stauranthus, Swinglea, Taravalia, Teclea, Tetradium, Thamnosma, Ticorea, Toddalia, Toddaliopsis, Toxosiphon, Triphasia, Vepris, Zanthoxylum, Zieria, Zieridium |

The Plant List|